# Kayla Harrison
Kayla Harrison (Middletown, 2 de julio de 1990) es una artista marcial mixta y ex-judoka estadounidense que actualmente compite en la categoría de peso gallo de Ultimate Fighting Championship (UFC). Desde el 7 de junio de 2025, es la campeona del mundo de peso gallo femenino de UFC.
Compitió en la categoría –78 kg en judo donde consiguió dos oros olímpicos (2012 y 2016), oro mundial (2010), dos oros en los Juegos Panamericanos (2011 y 2015) y dos oros en los campeonatos panamericanos (2011 y 2016).

## Primeros años
Nacida en Middletown, Ohio, Harrison comenzó a practicar judo a la edad de seis años, habiendo sido introducida al deporte por su madre, que era cinturón negro. Se graduó en Middletown High School (Ohio) . 
Comenzó a entrenar con el entrenador Daniel Doyle y ganó dos campeonatos nacionales a la edad de 15 años. Durante ese período, Doyle abusó sexualmente de Harrison, quien lo denunció a otro judoca, quien a su vez se lo contó a la madre de Harrison. Posteriormente denunció esto a la policía.  Doyle fue declarado culpable y sentenciado a una pena de prisión de diez años.  Un mes después de que se revelara el abuso, se mudó de su casa en Ohio a Boston para entrenar con Jimmy Pedro y su padre. 

## Carrera en judo
Participó en dos Juegos Olímpicos de Verano en los años 2012 y 2016, obteniendo dos medallas, oro en Londres 2012 y oro en Río de Janeiro 2016. En los Juegos Panamericanos consiguió dos medallas de oro en los años 2011 y 2015.
Ganó tres medallas en el Campeonato Mundial de Judo entre los años 2010 y 2014, y cinco medallas en el Campeonato Panamericano de Judo entre los años 2010 y 2016.

### Palmarés internacional
| Juegos Olímpicos        | Juegos Olímpicos           | Juegos Olímpicos  | Juegos Olímpicos |
| Año                     | Lugar                      | Medalla           | Categoría        |
| ----------------------- | -------------------------- | ----------------- | ---------------- |
| 2012                    | Londres (Reino Unido)      | Medalla de oro    | –78 kg           |
| 2016                    | Río de Janeiro (Brasil)    | Medalla de oro    | –78 kg           |
| Campeonato Mundial      |                            |                   |                  |
| Año                     | Lugar                      | Medalla           | Categoría        |
| 2010                    | Tokio (Japón)              | Medalla de oro    | –78 kg           |
| 2011                    | París (Francia)            | Medalla de bronce | –78 kg           |
| 2014                    | Cheliábinsk (Rusia)        | Medalla de bronce | –78 kg           |
| Juegos Panamericanos    |                            |                   |                  |
| Año                     | Lugar                      | Medalla           | Categoría        |
| 2011                    | Guadalajara (México)       | Medalla de oro    | –78 kg           |
| 2015                    | Toronto (Canadá)           | Medalla de oro    | –78 kg           |
| Campeonato Panamericano |                            |                   |                  |
| Año                     | Lugar                      | Medalla           | Categoría        |
| 2010                    | San Salvador (El Salvador) | Medalla de bronce | –78 kg           |
| 2011                    | Guadalajara (México)       | Medalla de oro    | –78 kg           |
| 2013                    | San José (Costa Rica)      | Medalla de bronce | –70 kg           |
| 2015                    | Edmonton (Canadá)          | Medalla de plata  | –78 kg           |
| 2016                    | La Habana (Cuba)           | Medalla de oro    | –78 kg           |

## Carrera de artes marciales mixtas

### Profesional Fighters League

#### Temporada 2021
Kayla enfrentó a Mariana Morais el 6 de mayo de 2021, en PFL 3. Ganó la pelea por TKO en el primer asalto.
Kayla enfrentó a Cindy Dandois el 25 de junio de 2021, en PFL 6. Ganó la pelea por sumisión en el primer asalto.
Kayla enfrentó a Genah Fabian en las semifinales del torneo de peso ligero femenino el 19 de agosto de 2021, en PFL 8. Ganó la pelea por TKO en el primer asalto.
Kayla enfrentó a Taylor Guardado en las finales del torneo de peso ligero femenino el 27 de octubre de 2021, en PFL 10. Ganó la pelea por sumisión en el segundo asalto.
Siendo de los agentes libres más prominentes del deporte, Harrison terminó firmando un contrato co Bellator MMA en marzo de 2022. Sin embargo, PFL ejerció su derecho a igualar la oferta, y Harrison firmó de nuevo con PFL, un contrato que estaba programado para terminar en diciembre de 2023.

#### Temporada 2022
Harrison enfrentó a Marina Mokhnatkina el 6 de mayo de 2022, en PFL 3. Ganó la pelea por decisión unánime.
Harrison estaba programado para enfrentar a Julia Budd el 1 de julio de 2022, en PFL 6. Sin embargo, una semana antes del evento, Budd se retiró de la pelea por una lesión y fue reemplazada por Kaitlin Young. Harrison ganó la pelea por TKO en el primer asalto.
Harrison enfrentó a Martina Jindrová en la semifinales del torneo de peso ligero de femenino el 20 de agosto de 2022, en PFL 9. Ganó la pelea por sumisión en el primer asalto.
Harrison enfrentó a Larissa Pacheco por tercera vez en la final del torneo de peso ligero femenino el 25 de noviembre de 2022, en PFL 10. Harrison perdió su invicto por decisión unánime.

#### Temporada 2023
Harrison estaba programada para enfrentar a Julia Budd el 24 de noviembre de 2023, en PFL 10. Sin embargo, Budd fue removida de la pelea por "negarse a cumplir sus obligaciones contractuales" y fue reemplazada por Aspen Ladd en un peso pactado de 150 libras. Harrison ganó la pelea por decisión unánime.

### Ultimate Fighting Championship

#### 2024
El 23 de enero de 2024, Dana White anunció que UFC había firmado a Harrison y que haría su debut en la promoción, además de su debut en peso gallo, contra la ex-Campeona Mundial de Peso Gallo Femenino de UFC Holly Holm el 13 de abril de 2024, en UFC 300. Ganó la pelea por sumisión en el segundo asalto.
Harrison enfrentó a Ketlen Vieira el 5 de octubre de 2024, en UFC 307. Ganó la pelea por decisión unánime.

## Vida personal
En 2020, Harrison adquirió la custodia total de su sobrina Kyla y su sobrino Emery, luego de que su padrastro -que tenía la custodia de los niños en ese momento- muriera repentinamente. 

## Campeonatos y logros
- Professional Fighters League
  - Campeonato de Peso Ligero Femenino de 2019
  - Campeonato de Peso Ligero Femenino de 2021

## Récord en artes marciales mixtas
| Récord profesional | Récord profesional | Récord profesional |
| 20 peleas          | 19 victorias       | 1 derrota          |
| ------------------ | ------------------ | ------------------ |
| Nocaut             | 6                  | 0                  |
| Sumisión           | 8                  | 0                  |
| Decisión           | 5                  | 1                  |

| Resultado | Récord | Oponente           | Método                        | Evento        | Fecha                   | Ronda | Tiempo | Localización                | Notas                                                                       |
| --------- | ------ | ------------------ | ----------------------------- | ------------- | ----------------------- | ----- | ------ | --------------------------- | --------------------------------------------------------------------------- |
| Victoria  | 19–1   | Julianna Peña      | Sumisión (kimura)             | UFC 316       | 7 de junio de 2025      | 2     | 4:55   | Newark, Nueva Jersey        | Ganó el Campeonato de Peso Gallo Femenino de la UFC. Actuación de la Noche. |
| Victoria  | 18–1   | Ketlen Vieira      | Decisión (unánime)            | UFC 307       | 5 de octubre de 2024    | 3     | 5:00   | Salt Lake City, Utah        |                                                                             |
| Victoria  | 17–1   | Holly Holm         | Sumisión (rear-naked choke)   | UFC 300       | 13 de abril de 2024     | 2     | 1:47   | Las Vegas, Nevada           | Debut en peso gallo.                                                        |
| Victoria  | 16–1   | Aspen Ladd         | Decisión (unánime)            | PFL 10        | 24 de noviembre de 2023 | 3     | 5:00   | Washington D. C.            | Pelea en peso pactado (150 lbs).                                            |
| Derrota   | 15–1   | Larissa Pacheco    | Decisión (unánime)            | PFL 10        | 25 de noviembre de 2022 | 5     | 5:00   | Nueva York, Nueva York      | Final del Torneo de Peso Ligero Femenino de PFL de 2022.                    |
| Victoria  | 15–0   | Martina Jindrová   | Sumisión (arm-triangle choke) | PFL 9         | 20 de agosto de 2022    | 1     | 3:17   | Londres                     | Semifinal del Torneo de Peso Ligero Femenino de PFL de 2022.                |
| Victoria  | 14–0   | Kaitlin Young      | TKO (golpes)                  | PFL 6         | 1 de julio de 2022      | 1     | 2:35   | Atlanta, Georgia            |                                                                             |
| Victoria  | 13–0   | Marina Mokhnatkina | Decisión (unánime)            | PFL 3         | 6 de mayo de 2022       | 3     | 5:00   | Arlington, Texas            |                                                                             |
| Victoria  | 12–0   | Taylor Guardado    | Sumisión (armbar)             | PFL 10        | 27 de octubre de 2021   | 2     | 2:40   | Hollywood, Florida          | Ganó el Torneo de Peso Ligero Femenino de PFL de 2021.                      |
| Victoria  | 11–0   | Genah Fabian       | TKO (golpes)                  | PFL 8         | 19 de agosto de 2021    | 1     | 4:01   | Hollywood, Florida          | Semifinal del Torneo de Peso Ligero Femenino de PFL de 2021.                |
| Victoria  | 10–0   | Cindy Dandois      | Sumisión (armbar)             | PFL 6         | 25 de junio de 2021     | 1     | 4:44   | Atlantic City, Nueva Jersey |                                                                             |
| Victoria  | 9–0    | Mariana Morais     | TKO (golpes)                  | PFL 3         | 6 de mayo de 2021       | 1     | 1:23   | Atlantic City, Nueva Jersey | Regreso a peso ligero.                                                      |
| Victoria  | 8–0    | Courtney King      | TKO (golpes)                  | Invicta FC 43 | 20 de noviembre de 2020 | 2     | 4:48   | Kansas City, Kansas         | Debut en peso pluma.                                                        |
| Victoria  | 7–0    | Larissa Pacheco    | Decisión (unánime)            | PFL 10        | 31 de diciembre de 2019 | 5     | 5:00   | Nueva York, Nueva York      | Ganó el Torneo de Peso Ligero Femenino de PFL de 2019.                      |
| Victoria  | 6–0    | Bobbi Jo Dalziel   | Sumisión (armbar)             | PFL 7         | 11 de octubre de 2019   | 1     | 3:32   | Las Vegas, Nevada           | Semifinal del Torneo de Peso Ligero Femenino de PFL de 2019.                |
| Victoria  | 5–0    | Morgan Frier       | Sumisión (key lock)           | PFL 4         | 11 de julio de 2019     | 1     | 3:35   | Atlantic City, Nueva Jersey |                                                                             |
| Victoria  | 4–0    | Larissa Pacheco    | Decisión (unánime)            | PFL 1         | 9 de mayo de 2019       | 3     | 5:00   | Uniondale, Nueva York       |                                                                             |
| Victoria  | 3–0    | Moriel Charneski   | TKO (golpes)                  | PFL 11        | 31 de diciembre de 2018 | 1     | 3:39   | Nueva York, Nueva York      |                                                                             |
| Victoria  | 2–0    | Jozette Cotton     | TKO (golpes)                  | PFL 6         | 16 de agosto de 2018    | 3     | 1:24   | Atlantic City, Nueva Jersey |                                                                             |
| Victoria  | 1–0    | Brittney Elkin     | Sumisión (armbar)             | PFL 2         | 21 de junio de 2018     | 1     | 3:18   | Chicago, Illinois           | Debut en peso ligero.                                                       |